# Tramway de Heidelberg
Le réseau de tramway de Heidelberg est une partie du réseau de transport public de Heidelberg, en Allemagne.

## Réseau actuel

### Aperçu général
| Ligne | Trajet |
| ----- | --- |
| 5     | Weinheim – Mannheim – Heidelberg – Weinheim : (OEG) Weinheim – Viernheim – Käfertal – Mannheim – Edingen – Wieblingen – Hauptbahnhof – Bismarckplatz – Neuenheim – Handschuhsheim – Schriesheim – Weinheim |
| 21    | Bismarckplatz – Hauptbahnhof – Technologiepark – Hans-Thoma-Platz : Bismarckplatz – Seegarten – Stadtbücherei – Stadtwerke – Hauptbahnhof – Betriebshof – Jahnstraße – Bunsengymnasium – Technologiepark – Heiligenbergschule – Hans-Thoma-Platz → kein Spätverkehr, nur Mo–Fr |
| 22    | Bismarckplatz – Bergheimer Straße – Pfaffengrund – Eppelheim : Bismarckplatz – Altes Hallenbad – Römerstraße – Volkshochschule – Betriebshof – Czernybrücke – Czernybrücke Süd – Eisenbahner-Sportplatz – Henkel-Teroson-Straße – Marktstraße – Stotz – Kranichweg – Jakobsgasse – Eppelheim Rathaus – Kirchheimer Straße → Die Fahrt 05:07 Uhr ab Bismarckplatz verkehrt über Adenauerplatz und Hauptbahnhof |
| 23    | Handschuhsheim – Neuenheim – Bismarckplatz – Weststadt – Rohrbach – Leimen : Burgstraße – Biethsstraße – Hans-Thoma-Platz – Kapellenweg – Blumenthalstraße – Kußmaulstraße – Brückenstraße – Bismarckplatz – Adenauerplatz – Poststraße – Stadtbücherei – Römerkreis Süd – Christuskirche – S-Bahnhof Weststadt/Südstadt – Bergfriedhof – Bethanien-Krankenhaus – Rheinstraße – Markscheide – Eichendorffplatz – Rohrbach Markt – Ortenauer Straße – Freiburger Straße – Rohrbach Süd – Zementwerk – Johannes-Reidel-Straße – Georgi-Marktplatz – Kurpfalz-Centrum – Moltkestraße – Leimen Friedhof → ab 21:00 Uhr nur ab Bismarckplatz, Spätverkehr und Wochenendfrühverkehr bis 9:00 Uhr in Richtung Handschuhsheim Bedienung durch Linie 5 |
| 24    | Handschuhsheim – Technologiepark – Hauptbahnhof – Weststadt – Rohrbach Süd : Burgstraße – Biethsstraße – Hans-Thoma-Platz – Heiligenbergschule – Technologiepark – Bunsengymnasium – Jahnstraße – Betriebshof – Hauptbahnhof – Stadtwerke – Römerkreis Süd – Christuskirche – S-Bahnhof Weststadt/Südstadt – Bergfriedhof – Bethanien-Krankenhaus – Rheinstraße – Markscheide – Eichendorffplatz – Rohrbach Markt – Ortenauer Straße – Freiburger Straße – Rohrbach Süd |
| 26    | Bismarckplatz – Messplatz – Kirchheim: Bismarckplatz – Adenauerplatz – Poststraße – Stadtbücherei – Ringstraße – Montpellierbrücke – Rudolf-Diesel-Straße – Messplatz – Ilse-Krall-Straße – Albert-Fritz-Straße – Odenwaldstraße – Kirchheim Rathaus – Kirchheim Friedhof |

### Exploitation
38 rames sont affectés à l'exploitation du réseau tramway de la ville :
- 2 GT6 (1973) ;
- 8 DUEWAG M8C (1985) ;
- 12 DUEWAG MGT6D (low-floor, 1995) ;
- 16 Bombardier Variotram (low-floor, 2003-2007).